# Forjado con dado abierto y con dado cerrado

## Introducción

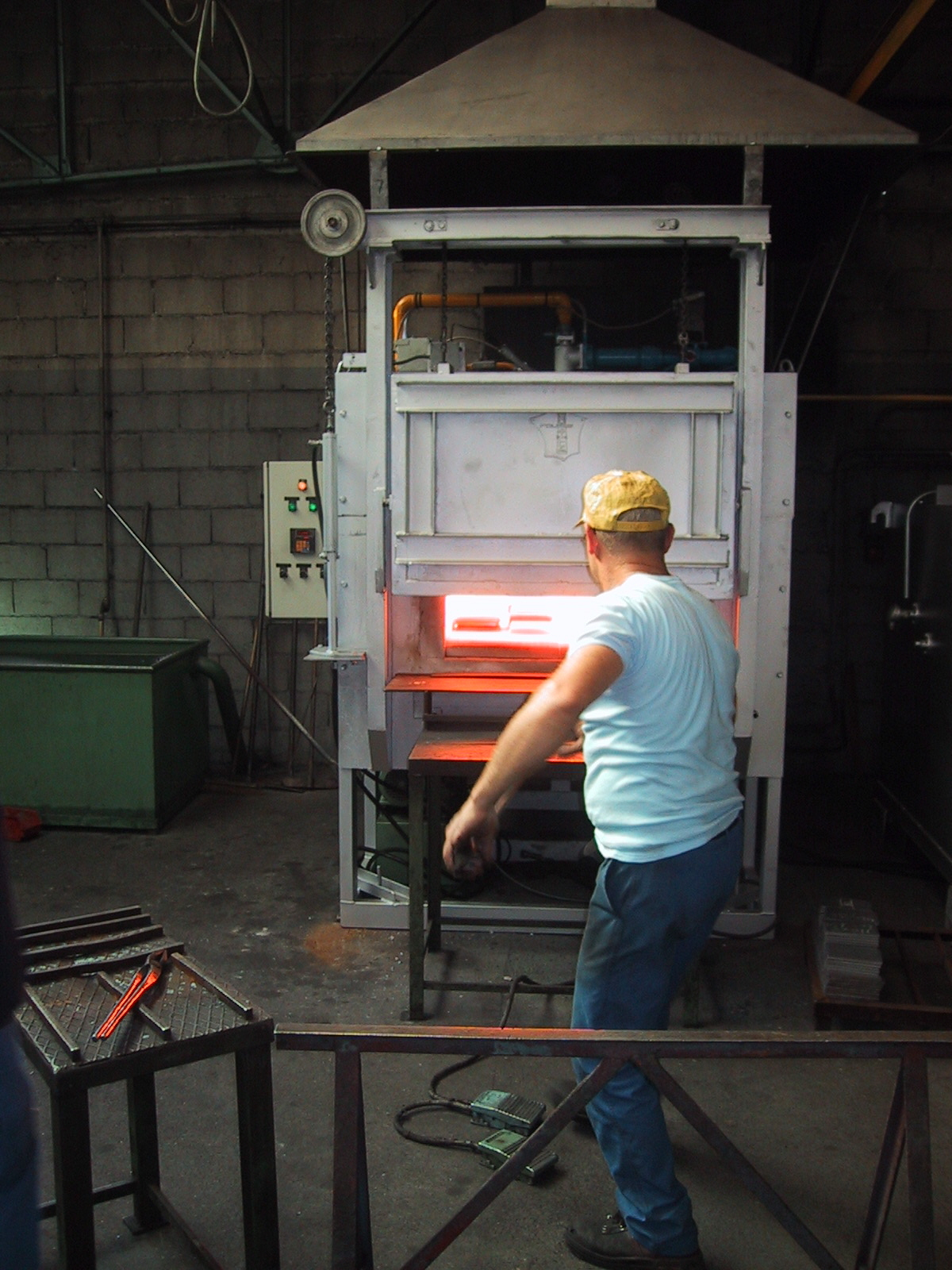
Ejemplo de maquinaria de forjado

El forjado es un proceso en el que, por medio de fuerzas de compresión sucesivas aplicadas a través de matrices, dados o herramientas, se conforma la pieza. Es uno de los procesos más antiguos de trabajo con metales, datando al 8000 a. c.; se utilizaba para la obtención de monedas y joyería, martillando el metal con herramientas de piedra.
Se puede realizar la forja de forma tradicional con un marro de mano, o maceta y un yunque. Sin embargo, la mayor parte de las forjas requieren un conjunto de matrices, prensas o marinetes. Las operaciones de forjado a diferencia que las operaciones de laminado producen piezas discretas.
Los productos más típicos que se pueden obtener a través del forjado son: tornillos, remaches, ejes de turbinas, engranajes, bielas, piezas estructurales para maquinaria, aviones, ferrocarriles…
Para que las piezas forjadas tengan buena resistencia y tenacidad se puede controlar el flujo del metal y la estructura del grano, así se pueden usar en aplicaciones donde se requieran grandes resistencias.
El forjado se puede realizar a temperatura elevada (forjado en caliente) o a temperatura ambiente (forjado en frío).
En el forjado en caliente se requieren menores esfuerzos pero se obtiene un acabado superficial y una precisión dimensional no tan buena como en el forjado en frío que aunque requiere mayores fuerzas por la alta resistencia que ofrece el material se obtienen mejores resultados de precisión y acabado superficial, también existe el inconveniente que en el forjado en frío el material de la pieza debe tener ductilidad suficiente a temperatura ambiente.
En general, las piezas que ya han sido forjadas requieren operaciones de acabado, como tratamiento térmico para modificar sus propiedades, o maquinado para obtener las dimensiones exactas. Estas operaciones pueden ser reducidas al mínimo con el forjado de precisión así pues se consigue una reducción del coste de manufacturación para llegar al producto final.
Una pieza que se puede forjar también puede fabricare por otros métodos, por metalurgia de polvos, por fundición o por maquinado. Sin embargo, en cada proceso se obtienen piezas con distintas características y limitaciones, sobre todo en las propiedades de tenacidad, acabado superficial, resistencia, defectos externos o precisión dimensional.

## Forjado con dado abierto
Este forjado es un proceso muy sencillo, la mayor parte de piezas forjadas con este método pesan de 15 a 500 kg, se han forjado piezas hasta de 300 toneladas, como por ejemplo hélices de barco o hélices de helicópteros.

Forjado con dado abierto

Este proceso se puede describir como una pieza sólida colocada entre dos matrices planas o dados, cuya altura se reduce por compresión. Este proceso también recibe el nombre de recalcado o forjado con dado plano. Las superficies del dado pueden tener cavidades sencillas para producir forjados sencillos. En este proceso se mantiene el volumen constante, toda la reducción de la altura provoca el aumento del diámetro de la pieza forjada.
En las operación reales de forjado con dado plano la pieza no se deforma exactamente de forma uniforme sino que desarrolla una forma abarrilada llamada “pancaking” debida principalmente a las fuerzas de rozamiento en la interfases entre pieza y dado que se oponen al flujo de los materiales hacia fuera, este fenómeno puede reducirse con el uso de un lubricante eficaz.
También puede darse el caso de abarrilamiento al aplanar en dados fríos piezas caliente ya que el material se enfría con rapidez en las interfases y cerca de ellas mientras que el resto de la pieza se mantiene caliente, así el material en los extremos de la pieza es más resistente que el centro, lo que produce una dilatación más en dirección lateral en el centro que en los extremos. Este abarrilamiento producido por los efectos térmicos se puede reducir calentando los dados previamente o utilizando una tela de fibra de vidrio como barrera térmica colocándola entre la pieza y el dado.
El desbaste, "doping out", es una operación de forjado principalmente en dado abierto en la que a través de pasos sucesivos de forjado en intervalos específicos se puede disminuir el espesor de una barra larga (como el área de contacto entre pieza y herramienta es pequeña en el golpe se puede reducir el espesor sin la aportación de grandes fuerzas ni maquinaria), estas operaciones son realizadas por herreros en las que utilizan martillo y yunque, con piezas calientes de metal, así pueden fabricar: contornos, rejas de hierro…

### Ventajas y desventajas del forjado con dado abierto
Este proceso de forjado cuenta con una serie de ventajas y desventajas.

-Ventajas:
- Sencillez de sus dados que hacen el proceso bastante económico.
- Útil para un número pequeño de piezas a realizar.
- Amplia gama de tamaños disponibles.
- Altos valores de resistencia.

-Desventajas:
- Limitación en la forma del dado a la hora de crear piezas complejas.
- Necesidad de obtener la forma final mediante maquinaria.
- Poca capacidad de producción.
- Mala utilización del material a procesar.
- Destreza para llevar a cabo el proceso correctamente.

### Fuerza de forjado con dado abierto
La fuerza de forjado γ en una operación de forjado con dado abierto sobre una pieza sólida cilíndrica, se puede calcular con la fórmula:
{\displaystyle \gamma =Yf\cdot \pi \cdot r^{2}\cdot \left(1+{\frac {2\mu r}{3h}}\right)}
Donde Yf es el esfuerzo de fluencia del material, μ es el coeficiente de fricción, r es el radio de la pieza y h la altura de la pieza.

## Forjado con dado impresor o forjado con dado cerrado
El forjado con dado impresor o forjado con matriz de impresión la pieza a fabricar adquiere la forma de los huecos o cavidades al forjarse entre dos matrices con perfil.
Cuando se realiza esta operación algo de material fluye hacia fuera y forma una rebaba, ésta tiene un papel importante en el flujo del material en el estampado ya que es delgada, se enfría rápidamente y al ejercer una resistencia gracias a la fricción que existe entre la rebaba y la matriz, somete a grandes presiones al material en la cavidad de la matriz causando así el rellenado de la cavidad.

Forjado con dado cerrado

Las piezas a forjar pueden ser preparadas previamente con otras operaciones como:

a) Corte o recorte de una barra estirada o extraída. 

b) Operaciones de preconformado, como por ejemplo la metalurgia en polvos.

c) Fundido. Una pieza bruta preformada en un forjado anterior. La pieza en estado bruto se coloca en el dado inferior y al empezar a descender el dado superior la forma de la pieza cambia de forma progresiva.

Los procesos de preformado, como el forjado con dados convexos y cóncavos, se utilizan para distribuir el material en las diferentes zonas de la pieza bruta, parecido a cómo se conforma la masa para hacer bizcochos.
En el forjado con dado cóncavo, el material de la pieza se aleja de una región. En el forjado con dado convexo se junta en una región localizada. Seguidamente a la pieza se le da la forma aproximada de la forma final con un proceso llamado bloqueo utilizando dados bloqueadores. Finalmente es el acabado del proceso de forja en matrices de estampado en el que la pieza obtiene su geometría final. La rebaba se elimina normalmente mediante troquelado.
En el proceso verdadero de forjado con dado cerrado o sin rebabas, éstas no se forman y el material de la pieza en bruto llena completamente las cavidades del dado. Es imprescindible el control del volumen del material y el del diseño correcto de la matriz para poder conseguir un forjado con matriz cerrada que tenga las dimensiones y tolerancias deseadas. Un mal control del volumen del material puede ocasionar que coloquemos piezas brutas pequeñas y no llenen completamente las cavidades del dado o por el contrario las piezas demasiado grandes pueden producir presiones excesivas y pueden hacer que los dados fallen prematuramente o se aplasten.

### Ventajas y desventajas del forjado con dado cerrado
Este proceso de forjado cuenta con una serie de ventajas y desventajas.
-Ventajas:
- Buena utilización del material a procesar.
- Obtención de piezas con mejores propiedades mecánicas que las obtenidas en forja con dado abierto.
- Buena precisión dimensional.
- Gran capacidad de producción y reproductibilidad.

-Desventajas
- Gran coste de los dados para bajo número de piezas a producir.
- Necesidad del maquinado para la obtención del producto final.

### Fuerza de forjado con dado cerrado
La fuerza γ de forjado necesaria en una operación de estampado se puede calcular con la fórmula:
{\displaystyle \gamma =K\cdot Yf\cdot A}
Donde K es un factor multiplicativo. Para formas sencillas sin rebaba el valor de K puede ir desde 3 hasta 5, y con rebaba desde 5 hasta 8, para formas complejas con rebaba el valor puede ir desde 8 hasta 12.
Yf es el esfuerzo de flujo del material a la temperatura de forjado, y A es el área proyectada incluida también la rebaba.
En operaciones de forjado en caliente la presión necesaria para la mayoría de los metales va de valores de 550 MPa a 1000 MPa.
| formas                        | valor K |
| ----------------------------- | ------- |
| formas sencillas,sin rebaba   | 3-5     |
| formas sencillas, con rebaba  | 5-8     |
| formas complejasc, con rebaba | 8-12    |

### Forjado de precisión
Por razones económicas, actualmente se tiende hacia la mayor precisión posible en las operaciones de trabajo, así se reduce el número de operaciones adicionales de acabado. Las operaciones en las que se obtiene la pieza con las dimensiones cercanas a las finales se llama forjado a forma casi neta o forjado a forma neta. En este tipo de proceso hay poco exceso de material en la pieza forjada que se debe quitar por esmerilado o por troquelado. 
En forjado de precisión los dados especiales consiguen que las piezas finales obtengan unas dimensiones más precisas que las obtenidas mediante el forjado con dados de estampado, además requieren menos maquinado. En este proceso se requiere un equipo de mayor capacidad, ya que para obtener los detalles finos de las piezas se debe aplicar mayores fuerzas. Dado que las temperaturas y las fuerzas que se requieren son relativamente bajas, las aleaciones de aluminio y de magnesio son muy aconsejables para este tipo de forjado de precisión. Además los dados se gastan menos y se obtiene un acabado superficial bueno, también se pueden utilizar aceros y titanio.
Los productos principales producidos con forjados de precisión son: engranajes, cajas, bielas y álabes de turbinas. 

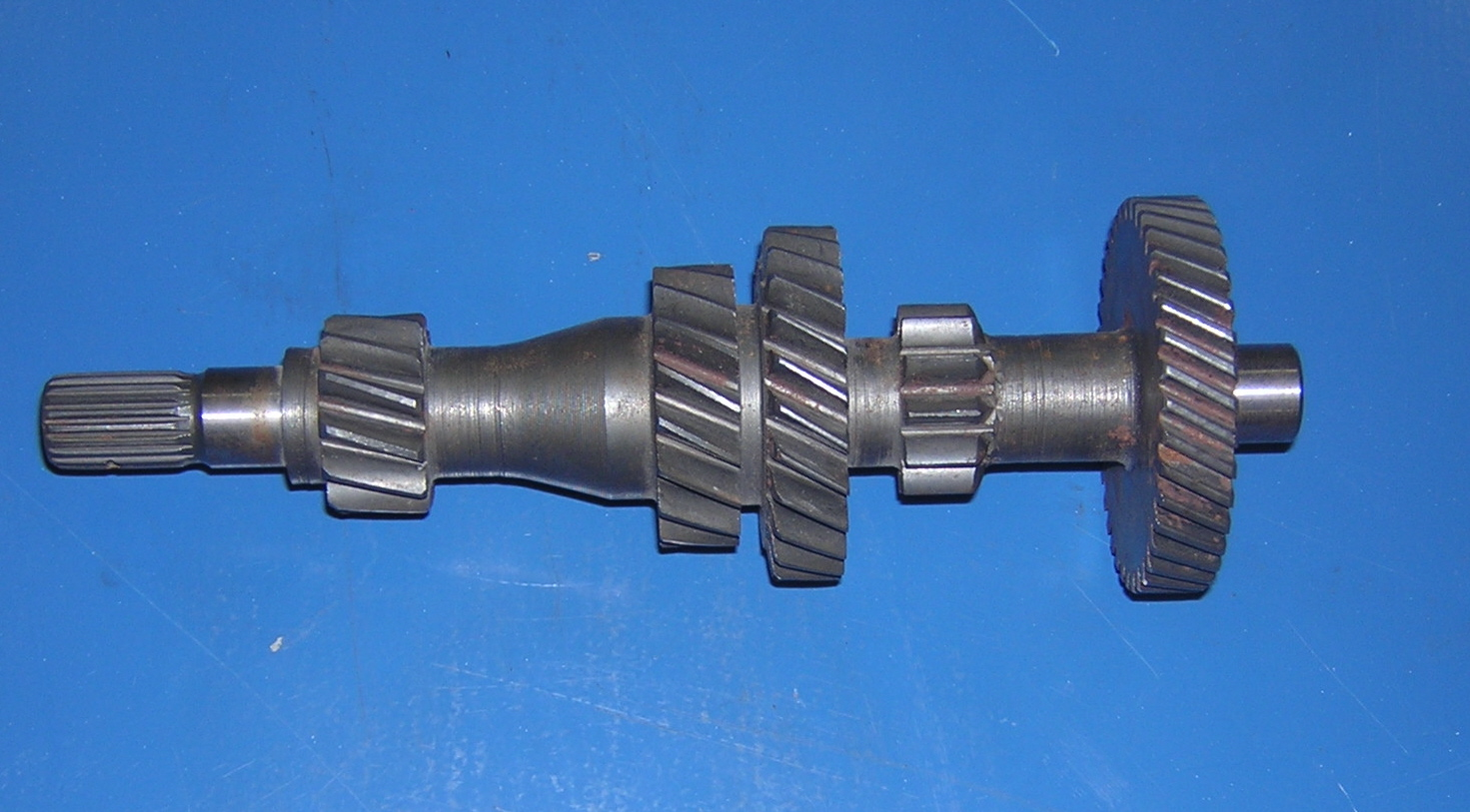
Ejemplo de engranaje realizado por forjado de precisión

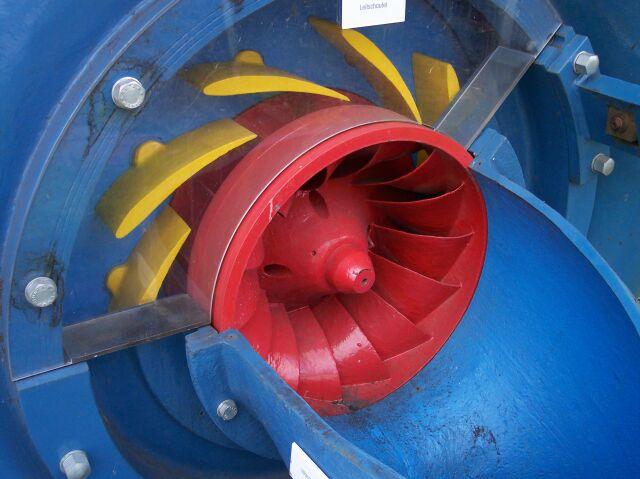
Ejemplo de álabe de turbina por forjado de precisión

En este tipo de forjado se necesitan dados especiales y más complicados, un control más exhaustivo del volumen y forma del tejo, ubicación precisa del tejo en la cavidad del dado y en consecuencia una mayor inversión económica.
Sin embargo, se desperdicia menos material y no se precisa tanto maquinado final porque la pieza está más cercana a lograr su forma final. Por lo anterior, para elegir entre el forjado normal y el de precisión se requiere de un análisis económico especialmente en lo que concierne al volumen de producción.
Las ventajas de realizar una forja de precisión son:
- Las tolerancias cerradas.
- Con frecuencia no se requieren operaciones de maquinado.
- Muy buena utilización del material.
- Factible con almas y bridas muy delgadas.

Como inconveniente podemos decir que:
- Se requieren grandes fuerzas.
- Que los dados son intrincados.
- Se requieren medios para separar la forjadura de los dados.

Entre los procesos de forjado con dado cerrados podemos destacar:
- La acuñación que se usa esencialmente para producir monedas, medallones y joyería.

## Diseño del dado de forjado
Para diseñar los dados es imprescindible conocer la ductilidad y resistencia del material de la pieza, su sensibilidad a la temperatura y a la velocidad de deformación, la forma y la complejidad de la pieza y sus características de fricción. Un efecto importante a tener en cuenta es la distorsión de los dados bajo las grandes cargas a las que se somete durante el proceso de la forja, especialmente si se requieren tolerancias dimensionales cerradas.
El aspecto más importante a tener en cuenta cuando se estudia el diseño de dados es que la pieza fluye en la dirección con menor resistencia, en consecuencia se debe conformar la pieza (forma intermedia)de tal modo que llene bien las cavidades del dado. El preformado de la pieza tiene gran importancia, ya que en una pieza bien preconformada o preformada, el material no debe fluir fácilmente hacia la rebaba, el patrón de flujo de grano debe ser favorable y se debe disminuir el deslizamiento excesivo en las caras que se encuentran en contacto entre dado y pieza para minimizar el desgaste.
Para elegir las formas se requiere de gran experiencia y realizar bien los cálculos de la sección transversal de la superficie en cada lugar donde se realice la forja.
Se han desarrollado técnicas para diseñar mediante computadoras para expeditar estos cálculos, así como para deducir la pauta del flujo del material en la cavidad del dado y la formación de defectos. Como consecuencia de que el material sufre diferentes grados de deformación a distintas velocidades y en distintas zonas de las cavidades del dado, las propiedades mecánicas de cada lugar son específicas de la forja.
Para la mayor parte de las forjas o piezas forjadas, la línea de partición suele estar situada en la sección transversal máxima de la pieza. Para las formas simétricas sencillas, normalmente es una recta en el centro de la pieza forjada y para las piezas con forma más complejas esta línea puede no estar en un solo plano, por esto se suelen diseñar dados de la forma que se traben durante el acoplamiento para evitar empujes naturales y así equilibrar las fuerzas manteniendo el alineamiento durante el forjado.
Después de limitar de forma suficiente el flujo lateral para asegurar un llenado óptimo de las cavidades del dado, se deja que el material de rebaba fluya por un conducto llamado canal de rebaba para que si existe rebaba adicional no aumente de forma innecesaria la fuerza de forjado. Un lineamiento general para holguras de rebaba entre dados es el 3% del grosor máximo de la forja. La longitud de la cara suele ser de 2 a 5 veces el espesor de la rebaba. Con los años se han estudiado distintos diseños del canal de rebaba.
Los ángulos de salida son imprescindibles en casi todos los dados de forjado, para ayudar a separar la pieza del dado una vez terminada la operación de forjado. Al enfriarse la pieza se contrae en dirección longitudinal y radial simultáneamente, por lo que lo que los ángulos de salida internos se hacen mayores que los ángulos externos. Los ángulos internos varían de 7 a 10º y los externos de 3 a 5º.
Es importante escoger los radios de transición adecuados en las esquinas y los biseles, así se asegura el flujo uniforme del metal hacia la cavidad del dado y mejora la vida útil de éste. En general se deben despreciar los radios pequeños por su efecto adverso sobre el flujo del metal y por su propensión a desgastar con rapidez (como resultado de la los ciclos térmicos y concentración de esfuerzos). Además los radios pequeños de bisel pueden ser la causa de la ruptura de los dados por fatiga. Así pues, estos radios deben ser tan grandes como lo permita el diseño de la pieza forjada.
Los dados se pueden ensamblar mediante insertos en lugar de hacerse de una sola pieza y más si las formas son complicadas, mediante este método de ensamblamiento se reduce el coste de fabricación de varios dados semejantes. Los insertos se pueden fabricar con materiales más duros y fuertes y se pueden cambiar fácilmente en caso de fallo o desgaste en una zona determinada.
Se deben prever tolerancias en el diseño de los dados ya que se puede precisar del maquinado de la pieza forjada para obtener las dimensiones y el acabado superficial final. Estas tolerancias de maquinado deben preverse en orificios, bridas y superficies conjuntas.

## Materiales y lubricación de los dados
La mayoría de las operaciones de forjado especialmente para grandes piezas se realizan a elevadas temperaturas. Los requerimientos comunes para los materiales del dado son: 

a) gran tenacidad y resistencia a altas temperaturas. 

b) capacidad de endurecimiento de forma uniforme.

c) resistencia al choque mecánico y térmico.

d) resistencia al desgaste, especialmente al desgaste abrasivo, por la existencia de cascarilla en la forja en caliente.

La elección de los materiales idóneos para la fabricación de los dados depende de factores tales como la composición y las propiedades de la pieza, la complejidad de la forma, su tamaño, la temperatura de forjado, el tipo de operación de forjado, el coste de los materiales del dado y la cantidad demandada de forjas. Otro factor importante es la transferencia de calor desde la pieza caliente a los dados con la consiguiente distorsión de estos.
Los materiales más comunes utilizados para la fabricación de los dados son los aceros de herramienta y para los dados que trabajan a altas temperaturas materiales que contienen cromo, níquel, molibdeno y vanadio.
Los dados se obtienen a partir de bloques, que a su vez se forjan a partir de fundición, más tarde se maquinan y se terminan con la forma y acabado superficial deseados.
En la fabricación de los dados se pueden presentar fallas debido a razones que se describirán en la sección de: falla de dados, donde también se describen métodos de fabricación de dados.
Los lubricantes son esenciales e influyen en la fricción y desgaste como resultado sobre las fuerzas requeridas (ecuación 1) y sobre el flujo del metal en las cavidades del dado. Otro aspecto importante del lubricante es que puede actuar como barrera térmica entre la pieza caliente y los dados que se encuentran relativamente fríos, disminuyendo la velocidad de enfriamiento de la pieza y mejorando el flujo del metal. También sirve como agente de desprendimiento ya que impide que la pieza forjada se pegue en los dados.
En el forjado se puede emplear gran variedad de lubricante. Para una forja caliente se suelen emplear grafito, disulfuro de molibdeno, y, a veces, vidrio. Para la forja en frío los lubricantes que se usan generalmente son aceites minerales y jabones, aplicados después del recubrimiento de conversión de las piezas brutas. En la forja en caliente el lubricante se suele aplicar directamente sobre los dados, mientras que en la forja en frío se aplica sobre la pieza. El método de aplicación y la uniformidad del espesor del lubricante son muy importantes para la calidad del producto forjado.

## Métodos de fabricación de dados
Para la fabricación de dados se pueden utilizar distintos métodos de manufactura, de forma única o en combinación. Entre ellos está: la forja, la fundición, el esmerilado, el maquinado, métodos electroquímicos y eléctricos de estampado de dados. El proceso de obtención de las cavidades de los dados suele ser el punzonado, sea en frío o en caliente. También se puede utilizar para fabricar dados pequeños con cavidades superficiales. Generalmente los dados se tratan térmicamente para que obtengan mayor resistencia al desgaste y dureza. Si lo requieren, su contorno y acabado superficial se mejoran con rectificado y pulido, con robots industriales programables o a mano.
La elección del método de fabricación depende de la operación en la que se va a usar el dado, así como de su forma y tamaño. Generalmente los costes determinan el proceso a seleccionar ya que éstos son importantes en las operaciones de manufactura. Aunque los dados sean pequeños y relativamente sencillos pueden llegar a costar cientos de euros. Sin embargo, debido a que se fabrica una gran cantidad de piezas utilizando el mismo dado, en general el coste por unidad suele ser sólo una pequeña parte del coste de fabricación de la pieza.
Los dados se suelen clasificar como machos y hembras o por su tamaño. Generalmente, los dados pequeños son aquellos que tienen una superficie de entre 2 cm² a 1 m², mientras que los grandes tienen superficies mayores a 1 m².
Los dados pueden ser fundidos en aceros, fundiciones y aleaciones no ferrosas. Los procesos utilizados van desde el moldeo en cáscara (para los dados pequeños) a las fundiciones en arena (para dados grandes que pesan varias toneladas). 
En general se prefieren los aceros fundidos para dados de grandes piezas debido a su resistencia y tenacidad y por la facilidad a la hora de controlar su composición, propiedades y tamaño de grano. Según cómo se solidifiquen, los dados fundidos, a diferencia de los de metal forjado o laminado, pueden no tener propiedades direccionales; pueden presentar las mismas propiedades en todas sus superficies de trabajo, no obstante, debido a la contracción, puede dificultarse el control de tolerancias dimensionales, en comparación con los dados maquinados.
Lo general es que los dados se maquinen a partir de bloque forjado, con procesos como rectificado, torneado, fresado, maquinado electroquímico y eléctrico. Puede resultar complicado el maquinado cuando los materiales son de alta resistencia, duros, con resistencia al desgaste o los que son tratados térmicamente.
Las operaciones pueden consumir mucho tiempo, es por esto que se utilizan muchos procesos no tradicionales de maquinado especialmente en los dados pequeños o medianos ya que son más rápidos y económicos y los dados suelen no requerir acabado adicional. Los dados de diamante, para alambres finos, se fabrican produciendo orificios con una aguja giratoria delgada cubierta con polvo de diamante y con aceito como lubricante.
Los aceros para dados se tratan térmicamente para mejorar la dureza, resistencia al desgaste y resistencia en general. Un mal tratamiento térmico es una de la causas más comunes de fallo de dados ya que los puede distorsionar por acción de cambios microestructurales y por ciclos térmicos no uniformes.
La selección adecuada de temperaturas y atmósferas del tratamiento térmico, los medios, el templado, la práctica del revenido y el manejo son importantes. Los dados se pueden someter a distintos tratamientos superficiales para mejorar sus características de desgaste y fricción. La condición y composición de las superficies del dado tienen especial importancia.
Después del tratamiento térmico, los dados son sometidos a operaciones de acabado, como rectificado, pulido…para obtener el acabado y precisión dimensional deseada. 
El proceso de rectificado puede causar daños en la superficie si no se controla bien, debido al exceso de calor que se puede producir, y pueden incluir en la superficie esfuerzos residuales que reducen su vida a fatiga. Las ralladuras en las superficies pueden actuar como foco de concentración de tensiones. De igual manera los procesos de fabricación de dados pueden causar daños y grietas superficiales a menos que se controlen de forma exhaustiva los parámetros del proceso.

## Fallos en los dados
Estos fallos se deben generalmente en las operaciones de manufactura, a una o más causas que se citan a continuación: 

a) diseño inadecuado.

b) defecto del material.

c) sobrecalentamiento y agrietamiento térmico.

d) tratamiento térmico y operaciones de acabado inadecuados.

e) sobrepeso.

f) desgaste excesivo.

g) mal uso y manejo inadecuado.

El diseño adecuado es muy importante. Para resistir las fuerzas en los procesos de manufactura, un dado debe tener secciones transversales, holguras adecuadas y las esquinas agudas. Los biseles y radios, así como los cambios abruptos en sección transversal actúan como concentradores de tensiones. Los dados se pueden segmentar, y preesforzarse durante el ensamblado para mejorar su resistencia.
El manejo, ensamble, instalación y alineamiento de los dados es de gran importancia. La sobrecarga en herramientas y dados puede causar fallos prematuros. Por ejemplo, una causa común en los dados para la extrusión en frío es que el operador de un robot no quite la pieza terminada antes de que la otra pieza en bruto se cargue.
Materiales utilizados para los dados tales como los carburos y el diamante, a pesar de su dureza y resistencia a la abrasión, son susceptibles al rebabeo y al alargamiento debido a las fuerzas de impacto o por efectos térmicos causados por variaciones de temperatura en el interior. 
Incluso los fluidos de trabajo pueden afectar negativamente los materiales del dado y herramienta, por ejemplo, el cloro en los lubricantes, los aditivos con azufre y enfriadores pueden dañar el aglutinante de cobalto en el carburo de tungsteno disminuyendo su resistencia y tenacidad.
Incluso si se fabrican de forma correcta, los dados se someten a altas temperaturas y a grandes esfuerzos durante el proceso, que pueden producir desgaste y (en consecuencia) cambios de forma. El desgaste de los dados se debe de tener en cuenta ya que cuando cambian su forma, las piezas producidas a su vez tendrán dimensiones incorrectas. 
Durante su empleo, los dados pueden sufrir agrietamiento térmico, debido a ciclos térmicos especialmente en la fundición en dados. Para evitar este defecto y la rotura eventual en operaciones en caliente, se suelen precalentar los dados a temperaturas entre 1500 y 2500 °C. Los dados desgastados o con grietas pueden ser reparados con soldadura y de depósito de metal, que incluyen los láseres.
Se pueden diseñar y fabricar dados con insertos reemplazables cuando se desgasten o se agriéten. El diseño y la colocación de los insertos debe ser estudiada minuciosamente ya que cualquier fallo en estos aspectos puede producir la rotura de estos. Los fallos y fractura de los dados pueden ser peligrosos para los empleados de plantas manufactureras.
Es posible que los dados que esperan en un cajón se desintegren repentinamente, debido al estado de grandes esfuerzos internos de sus componentes (esfuerzos residuales). Las piezas que se rompen salen despedidas a gran velocidad y pudiendo causar graves lesiones. Las matrices deben rodearse de defensas metálicas que deben ser bien diseñadas y tener resistencia para contener las piezas fracturadas en caso de fallo.